# Nova gradska vijećnica u Zagrebu
Nova gradska vijećnica u Zagrebu sjedište je uprave Grada Zagreba i zaštićeno kulturno dobro, a smještena je na Trgu Stjepana Radića 1 u Trnju. Zgradu je projektirao Kazimir Ostrogović, a građena je od 1956. do 1958. godine u modernom stilu. Smatra se »ključnim ostvarenjem« posljeratne arhitekture u Hrvatskoj te osobno Ostrogovićevim »najvećim ostvarenjem«.
Zgrada je dizajnirana u modernističkome stilu, kao kocka s fasadom od bijeloga kamena te neprekinutim nizovima prozora, te prati filozofiju Nove arhitekture prema Le Corbusieru. Prizemlje zgrade otvoreno je, a njenim središtem kroz sve katove prolazi vestibul.
U zgradi se danas nalaze ured gradonačelnika, stručna služba uprave, Ured za financije i javnu nabavu, Ured za socijalnu zaštitu, zdravstvo, branitelje i osobe s invaliditetom, Ured za obnovu, izgradnju, prostorno uređenje, graditeljstvo i komunalne poslove, Ured za upravljanje imovinom i stanovanje te služba za informacijski sustav i tehničke poslove.

## Povijest
U poslijeratnom razdoblju, planskom se gradnjom i razvojem Trnje namjeravalo učiniti novim centrom Zagreba. Za novi središnji trg određen je Trg palih revolucionara (danas Trg Stjepana Radića) te je 1955. pokrenut javni natječaj za njegovo urbanističko uređenje. Pobjedu na natječaju odnijeli su Zdenko Kolacio i Zdenko Sila, a istodobno je za arhitektonsko rješenje nove gradske vijećnice odabran rad Kazimira Ostrogovića.
Smještaj nove vijećnice određen je za zapadni blok novog trga, koji je trebao djelovati kao produžetak Lenucijeve potkove. Projekt vijećnice isprva je zamišljen s prizemnim prostorom za vijećnicu i dvorane, središnjim segmentom za urede gradske uprave te neboderom od 20 katova za smještaj zavodâ i institutâ grada. S vremenom je koncept nebodera i dvoranâ otpisan zbog nedostatka sredstava, a jedini realizirani, središnji dio projekta za djelovanje uprave uzdignut je stupovima. Izgradnja nove vijećnice dovršena je 1958. godine, a u nju je tada premještena gradska uprava, dok je skupština nastavila djelovati u staroj vijećnici.

### Novija povijest
Godine 2006. gradonačelnik Milan Bandić izjavio je da će se izgraditi dijelovi vijećnice koje je Ostrogović prvotno zamislio za projekt – dvorane između vijećnice i Koncertne dvorane Vatroslava Lisinskog, a sa zapadne strane neboder od 20 katova – uz obrazloženje Slavka Dakića, iz Zavoda za strategijsko planiranje, da »grad ne može dobro funkcionirati dok su mu mnogi uredi raštrkani po cijelom Zagrebu« te mišljenjem da će se time grad rasteretiti i prometno. Iako je gradonačelnik Bandić procijenio da nadogradnja vijećnice nije prioritet, ideja dovršenja Ostrogovićeva projekta naišla je na potporu Društva arhitekata Zagreba te drugih.
Dana 7. srpnja 2023. godine u toaletu poglavarstva ostavljen je papirić na kojemu je pisalo »7. 7. bomba u poglavarstvu«. Policija je u 9:10 sati zaprimila dojavu o poruci, zgrada je evakuirana te je provedena pretraga. Eksplozivna naprava, međutim, nije pronađena te je glasnogovornica u podne istoga dana izjavila da je poruka bila lažna, a policija je na temelju videonadzora započela potragu za osobom koja je papirić ostavila.
U veljači 2024. godine raspisan je javni natječaj za obnovu zgrade zbog oštećenja u potresu u Zagrebu 2020. godine i manjkavosti u potresnoj otpornosti. Vrijednost obnove bila je 320 tisuća eura, a planirano trajanje od 1. listopada 2024. do travnja 2025. godine.

## Galerija
- Pogled na vijećnicu s jugozapada, 2025.
- Detalj brisoleja na zapadnoj, odn. stražnjoj strani vijećnice, 2025.
- Središnji vestibul vijećnice s drvećem i grmovima, 2025.
- Pogled na vijećnicu sprijeda; nad ulazom su postavljene zastave Hrvatske i Zagreba, 2012.
- Pogled na vijećnicu s jugoistoka, 2012.

## Vanjske poveznice
- Gradska uprava Grada Zagreba, službena stranica